# 207P/NEAT
207P/NEAT (też NEAT 4) – kometa krótkookresowa z rodziny komet Jowisza oraz obiekt typu NEO.

## Odkrycie
Kometę tę odkryto 11 maja 2001 roku w ramach projektu NEAT. Przypuszcza się, że jest to fragment zagubionej komety 3D/Biela.

## Orbita komety i właściwości fizyczne
Orbita komety 207P/NEAT ma kształt elipsy o mimośrodzie 0,76. Jej peryhelium znajduje się w odległości 0,94 j.a., aphelium zaś 6,82 j.a. od Słońca. Jej okres obiegu wokół Słońca wynosi 7,66 roku, nachylenie do ekliptyki to wartość 10,15˚.
Średnica jądra tej komety to maks. kilka km.